# 1918년 아일랜드 총선
1918년 아일랜드 총선은 1918년 영국 총선의 일부이다. 선거 결과 1880년대부터 아일랜드 정계를 장악해 왔던 온건 민족주의 아일랜드 의회당(IPP)이 참패했고, 급진파인 신페인이 의석의 대부분을 석권하여 아일랜드 현대사에서 중요한 순간으로 여겨진다. 그러나 북아일랜드에서는 연합주의자가 승리했다.
이번 선거는 제1차 세계대전, 부활절 봉기, 징병 위기의 여파로 치러졌다. 1918년 선거법 개정으로 30세 이상의 여성과 21세 이상의 남성에게 처음으로 투표권이 부여됐다. 이전까지만 해도 여성과 대부분의 노동자 계층 남성들은 투표권이 없었다.
선거에서 승리한 신페인은 하원 등원을 거부하는 대신 더블린에서 달 에런을 구성하고 아일랜드 공화국의 독립을 선언하였다. 영국이 이에 반발하면서 아일랜드 독립 전쟁이 일어난다.
 아일랜드의회 선거 결과 (1918.12.4)
| 정당 | 정당                           | 당대표           | 득표수    | %    | +/–  | 의석수 | +/–  | 의석점유율 |
| ---- | ------------------------------ | ---------------- | --------- | ---- | ---- | ------ | ---- | ---------- |
|      | 신 페인                        | 에이먼 데 벌레라 | 476,087   | 46.9 | New  | 73     | 73   | 69.5       |
|      | 아일랜드 연합주의자동맹        | 에드워드 카슨    | 257,314   | 25.3 | 3.3  | 22     | 5    | 20.9       |
|      | 아일랜드 의회당                | 존 딜런          | 220,837   | 21.7 | 21.9 | 6      | 67   | 5.7        |
|      | 북아일랜드 연합주의자 노동협회 |                  | 30,304    | 3.0  | 3.0  | 3      | 3    | 2.8        |
|      | 벨파스트 노동당                |                  | 12,164    | 1.2  | New  | 0      | 보합 |            |
|      | 독립 연합주의자                |                  | 9,531     | 0.9  | New  | 1      | 1    | 1.0        |
|      | 독립 국민주의자                |                  | 8,183     | 0.8  | 0.4  | 0      | 2    |            |
|      | 독립 노동당                    |                  | 659       | 0.1  | New  | 0      | 보합 |            |
|      | 무소속                         |                  | 436       | 0.1  | New  | 0      | 보합 |            |
| 합계 | 합계                           | 합계             | 1,015,515 | 100  | -    | 105    | 0    | 100        |